# Лозе, Рене
Рене Лозе (нем. René Lohse; 23 сентября 1973 года, Восточный Берлин, ГДР) — немецкий фигурист, бронзовый призёр чемпионата мира 2004 года, шестикратный чемпион Германии, чемпион ГДР, участник Олимпийских игр 1998 и 2002 года в танцах на льду. Выступал вместе с Кати Винклер.

## Биография
Рене Лозе стал заниматься фигурным катанием в 4 года. Его первым тренером была Роми Кермер. В 12 лет Рене оставил фигурное катание и стал заниматься другими видами спорта. Через два года он стал заниматься спортивными танцами на льду с Кати Винклер. Пара стала первыми танцорами в ГДР после 18-летнего отсутствия этой дисциплины на чемпионатах ГДР. До 1996 года они тренировались у Кнута Шуберта, который специализировался на парном катании. В 1996 году пара переехала в Оберстдорф и стала тренироваться у Мартина Скотницки. После успеха на чемпионате мира 2004 года закончил спортивную карьеру, работает тренером в Берлине.

## Спортивные достижения
| Соревнования                  | 1990 | 1991 | 1992 | 1993 | 1994 | 1995 | 1996 | 1997 | 1998 | 1999 | 2000 | 2001 | 2002 | 2003 | 2004 |
| ----------------------------- | ---- | ---- | ---- | ---- | ---- | ---- | ---- | ---- | ---- | ---- | ---- | ---- | ---- | ---- | ---- |
| Зимние Олимпийские игры       |      |      |      |      |      |      |      |      | 10   |      |      |      | 8    |      |      |
| Чемпионаты мира               |      |      |      |      |      | 19   | 13   | 12   | 9    | 7    | 6    | 7    | 7    |      | 3    |
| Чемпионаты Европы             |      |      |      | 16   |      | 15   | 9    |      | 9    | 6    | 5    | 6    |      | 5    |      |
| Чемпионаты мира среди юниоров |      | 15   | 8    |      |      |      |      |      |      |      |      |      |      |      |      |
| Чемпионаты Германии           |      |      | 2    | 2    | 3    | 2    | 1    |      | 1    | 1    | 1    |      |      | 1    | 1    |
| Чемпионаты ГДР                | 1    |      |      |      |      |      |      |      |      |      |      |      |      |      |      |